# Marranisme
Cette page contient des caractères spéciaux ou non latins. S’ils s’affichent mal (▯, ?, etc.), consultez la page d’aide Unicode.

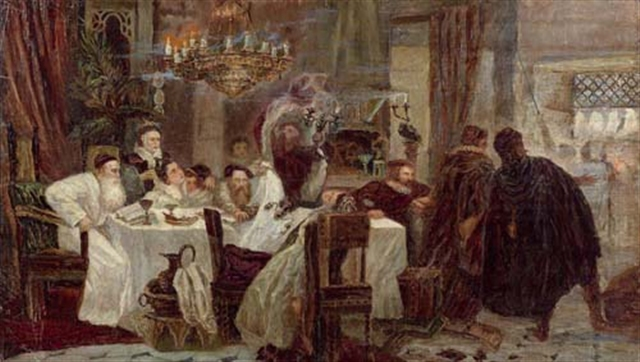
Séder secret en Espagne à l'époque de l’Inquisition. Sur la droite, des gardes armés font irruption chez des marranes lors du repas du Seder de Pâques. Tableau de Moshe Maimon, 1893.

Les marranes sont, à partir du XVe siècle, les Juifs de la péninsule Ibérique (Espagne, Portugal) et de ses colonies (Amérique latine principalement) convertis au catholicisme qui continuaient à pratiquer leur religion en secret.
À l'origine terme de mépris (marrano en espagnol ou marrão en portugais désigne le porc), le mot marrane, dérivé de l'arabe haram (« ce qui est interdit »), est désormais utilisé sans aucun sens péjoratif dans l'historiographie.

## Étymologie et sens
L’appellation « marranes » ou marranos est un terme de mépris qui assimile les conversos à des porcs dès lors qu'ils sont soupçonnés de rester fidèles au judaïsme,. Le mot est toutefois employé aujourd'hui dans son seul sens historique, sans connotation négative.
L’étymologie la plus communément retenue est en effet celle de l’espagnol marrano, signifiant « cochon » (lui-même dérivé de l’arabe محرّم (muḥarram), « rituellement interdit », se référant à la prohibition de la viande de porc des religions juive et musulmane). Dans tous les cas, ce terme se veut insultant.
Diverses étymologies ont été proposées : les termes hébreux de marit ayin (« apparence oculaire ») ou de mohoram attah (« tu es excommunié »), des expressions judéo-araméennes telles que mar anous (« monsieur obligé de se convertir »), moumar (« apostat », avec la terminaison espagnole en -ano) ou encore l'arabe mouraïn (« hypocrite »). Une autre explication suggère que le mot proviendrait de l’araméen maranatha (מרנא תא (maranâ' thâ' ) ou מרן אתא (maran 'athâ' )) qui signifie le seigneur est venu. Ce terme aurait été alors tourné en dérision par les catholiques ou les Juifs non convertis, et appliqué aux Juifs qui ont choisi ou subi la conversion.
Quelle que soit l’origine du mot, l’aspect péjoratif du terme est corroboré par d’autres appellations que l’on rencontrait dans cette région. Ainsi, les habitants de l'île espagnole de Majorque utilisaient le terme de Xuetes (Xua, un mot catalan faisant référence à la préparation à base de porc, que les Xuetes consommaient afin de prouver la sincérité de leur catholicisme, à moins qu’il ne s’agisse d’un dérivé de jueu, forme catalane de « Juif »). Une autre dénomination insultante utilisée à leur endroit était celle de alboraycos (vraisemblablement dérivée de l’arabe Al-Buraq, nom de la monture, selon la tradition islamique, qui transporta Mahomet au ciel). Pareillement, ces Juifs convertis étaient considérés comme des êtres hybrides, en partie juifs, en partie chrétiens, et de fait ni juifs, ni véritablement chrétiens.
Les marranes faisaient partie des conversos, terme générique qui désigne les Juifs convertis sans préciser l’aspect forcé de leur conversion (ce terme a également pu être appliqué aux musulmans convertis, par ailleurs plus spécialement appelés moriscos ou morisques). Ils furent également nommés anoussim (terme hébreu générique pour les Juifs convertis par la force et qui n’est pas spécifique à cette période, signifiant « contraints »). Les conversos, marranes ou non, étaient considérés comme des « nouveaux chrétiens », de même que leurs descendants jusqu'à la quatrième génération.
Une appellation plus neutre que « marranes » est celle de « crypto-juifs », puisque les marranes étaient des séfarades (Juifs de la Péninsule Ibérique) convertis au christianisme qui continuaient secrètement la pratique du judaïsme,,.

## Brève histoire des marranes

### En Espagne
À partir du XVe siècle, l'Aragon et la Castille décidèrent d’appliquer une politique plus répressive à l’égard des communautés juives et entama des campagnes de conversions forcées. Cette répression s'alourdit encore avec le développement de l’Inquisition, en particulier sous l'influence du premier Grand Inquisiteur, Tomás de Torquemada. Cette politique culmina avec le décret de l'Alhambra, le 31 mars 1492, qui donnait aux Juifs le choix entre la conversion et l’exil. Les conditions de l’exil étaient telles qu’elles les obligeaient, dans les faits, à abandonner presque tous leurs biens sur place, au profit de l’Inquisition espagnole et des autorités royales. Il existait déjà des marranes auparavant, cible principale de l’Inquisition. Mais à partir de cette date, tous les Juifs qui ne purent partir et ne voulurent pas abandonner leur religion se virent contraints de devenir marranes ou crypto-juifs. Toutefois, certains Juifs se convertirent volontairement afin de poursuivre leur carrière ou maintenir leur position sociale.
Après le décret de l’Alhambra, une grande partie des Juifs espagnols trouvèrent refuge au Portugal. Mais la politique du Portugal ne tarda pas à s’aligner sur celle de l’Espagne et pratiqua la conversion forcée.

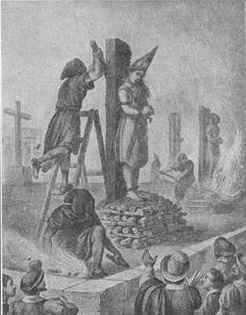
Exécution sur le bûcher après autodafé par, 1601. La suppliciée, Mariana de Carabajal (v. 1540 - 8 décembre 1596), conversa accusée de marranisme, en Nouvelle-Espagne, pieds et poings liés, le cou entravé pour l'étranglement, est vêtue du sambenito et coiffée de la coroza d'infamie.

Les historiens estiment qu’entre 100 000 et 200 000 Juifs furent forcés à la conversion ou à l’exil dans[pas clair] la Péninsule Ibérique au cours du XVe siècle[réf. incomplète]. Plusieurs milliers furent exécutés par l’Inquisition pour marranisme (réel ou supposé), en particulier sous la direction de Tomás de Torquemada. D'autres sources indiquent qu'environ 350 000 marranes espagnols furent victimes de l'Inquisition entre 1480 et 1808, dont plus de 30 000 brûlés vifs et 18 000 brûlés en effigie.
À la fin du XVIe siècle, le commerce mondial se déplaça au Nord de l’Europe. Ces pays attirèrent désormais les marchands marranes et les grandes communautés séfarades d’Amsterdam, Hambourg, Londres. On retrouve également des implantations marranes dans les Indes occidentales (Jamaïque et Curaçao) et dans les colonies d’Amérique du Nord (Acadie, Louisiane, New York, Newport, Savannah, Charleston). En Amérique latine, la colonisation hispano-portugaise contraignit les marranes au secret.

### Au Portugal
La plupart des « nouveaux chrétiens » portugais étaient d’origine castillane : on estime qu’environ 100 000 Juifs de Castille se réfugièrent au Portugal après le décret d’expulsion (décret de l'Alhambra) de 1492, venant ainsi rejoindre les Juifs déjà présents dans le pays. La proportion de Juifs dans la population s’avéra particulièrement élevée (au moins 10 %) puisque le royaume de Portugal ne comptait alors guère plus d’un million d’habitants.
Dès 1496-1497, la politique royale du Portugal dut s’aligner sur celle de l’Espagne. Le roi donna aux Juifs le choix entre le baptême et l’exil, mais la plupart furent contraints au baptême. Le nombre de nouveaux convertis augmenta alors massivement. Beaucoup se convertirent en apparence mais continuèrent à pratiquer le judaïsme en secret. Soupçonnés de marranisme, quelque 2000 conversos furent assassinés pendant le massacre de Lisbonne de 1506.
De nombreux Juifs hispano-portugais fuirent vers la France (Bordeaux et Bayonne), l’Italie, l’Empire ottoman ou les villes du nord-ouest de l’Europe avec lequel les relations commerciales portugaises étaient actives. C’est dans ces villes – Anvers, Amsterdam, Hambourg, Londres – que se constituèrent au XVIe siècle et au XVIIe siècle les grandes communautés séfarades. On retrouve également des implantations marranes aux Antilles (Jamaïque, Curaçao, etc.), au Suriname et dans les colonies d’Amérique du Nord (Acadie, Louisiane, New York, Newport, Savannah, Charleston).
Au Portugal, entre le XVIe siècle et le XXe siècle, beaucoup de nouveaux chrétiens conservèrent leurs rites juifs dans la clandestinité. Toutefois, sans contact avec le reste de la communauté juive et privés de rabbinat, leurs pratiques religieuses ont mêlé éléments juifs et catholiques et leur calendrier s’est christianisé. Ce fut le cas des communautés du nord-est du pays, particulièrement nombreuses dans les bourgades des régions de Castelo Branco, pour la plus touristique, (Belmonte, Covilhã, Fundão, Idanha, Penamacor, etc.) ou de Bragance (Miranda do Douro, Vimioso, etc.). Localement connues sous le nom de judeus (juifs), elles ont subsisté jusqu’à la fin du XXe siècle. Elles ont aujourd’hui quasiment disparu à la suite de l’émigration et de l’exode rural massifs qui ont dépeuplé ces régions.

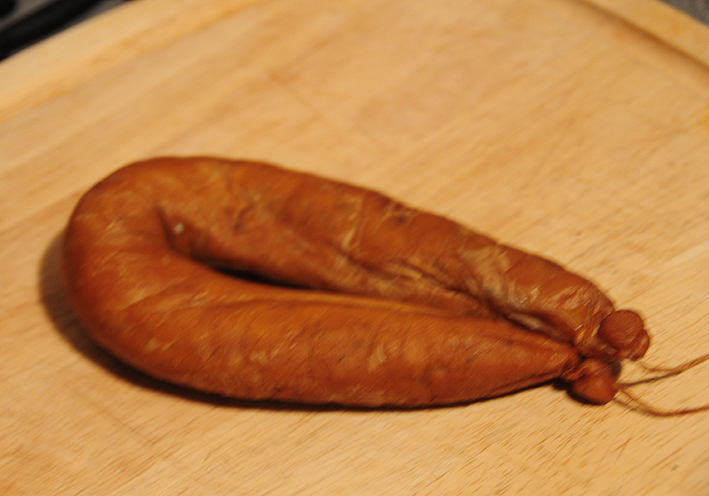
Farinheira crue, charcuterie portugaise d'origine juive

À la suite de sa découverte officielle, une tentative de rejudaïsation de la communauté de Belmonte a eu lieu. Elle a rencontré un écho auprès des plus jeunes mais a échoué auprès des personnes plus âgées, attachées à la tradition syncrétique crypto-juive forgée dans la clandestinité.
Certaines spécialités culinaires du nord-est du Portugal auraient, selon la légende, une origine crypto-juive. Ainsi, les alheiras et farinheiras, saucisses à base de viande de volaille ou de gibier (curieusement) additionnées de farine ou de mie de pain, semblent élaborées comme les saucisses de viande de porc. Elles ont permis de conserver des coutumes kasher tout en feignant de suivre les usages chrétiens de confection et de consommation de charcuterie. De même, le salpicão de carne en est un exemple. Il en est de même des adaptations de techniques de cachérisation de la viande.
L’émigration des nouveaux chrétiens portugais est à l’origine des marranes du Nord-Est du Brésil qui, contraints au secret, ne sortirent de l’ombre que dans le courant des années 1980.

### En France
Il se trouve en France une toponymie qui marque la trace de communautés marranes implantées à diverses époques : notamment au quartier et sur l'île Marrane de Meilhan-sur-Garonne (Lot-et-Garonne), au lieu-dit La Marrane via le chemin du même nom à Martigues (Bouches-du-Rhône) ou encore à Las Marranes à Beauville (Haute-Garonne) ou aux Marranes à Salle-d’Aude (Aude).

## Significations du marranisme
Pour la première génération de Juifs confrontés à l’obligation de se convertir, le marranisme représente essentiellement un acte de refus et de résistance : le choix de continuer à pratiquer le judaïsme en secret puisqu’il n’est plus possible de le faire ouvertement.
Pour les générations suivantes, ce rapport au judaïsme est beaucoup plus complexe. C’est particulièrement vrai après l’expulsion d’Espagne (décret de l'Alhambra), et la perte de certaines traditions. Le « marranisme » devient alors un symbole de la situation de diaspora du peuple juif (le « Juif errant »), et de son rapport complexe à ses origines. La réappropriation de leur héritage judaïque par les marranes se fera par des sources souvent indirectes, comme des ouvrages d’érudition catholique et latine, des contacts avec l’étranger, de l’invention poétique. Certains spécialistes, comme Benzion Netanyahu, font ainsi remarquer le caractère souvent approximatif du judaïsme de ces crypto-juifs, par exemple dans le fréquent non-respect du Shabbat,. Pour I.S. Révah, « le « judaïsme » des marranes était essentiellement un judaïsme potentiel ».
L’historien britannique Cecil Roth, qui a longtemps dirigé l’Encyclopaedia Judaica, observe que le marranisme, après avoir eu une connotation initiale très péjorative (« porcs », traîtres) a fini par acquérir une sorte de résonance romantique, celle d’une communauté en exil perpétuel à la recherche de ses origines. Il considère que, au XVIIe siècle, les marranes sefardis (séfarades) émigrés au Nord de l’Europe (Hollande, Angleterre…), « furent indubitablement l’élément le plus important et en certains points l’essence du peuple juif »[réf. incomplète].

## Sens dérivé du motmarrane

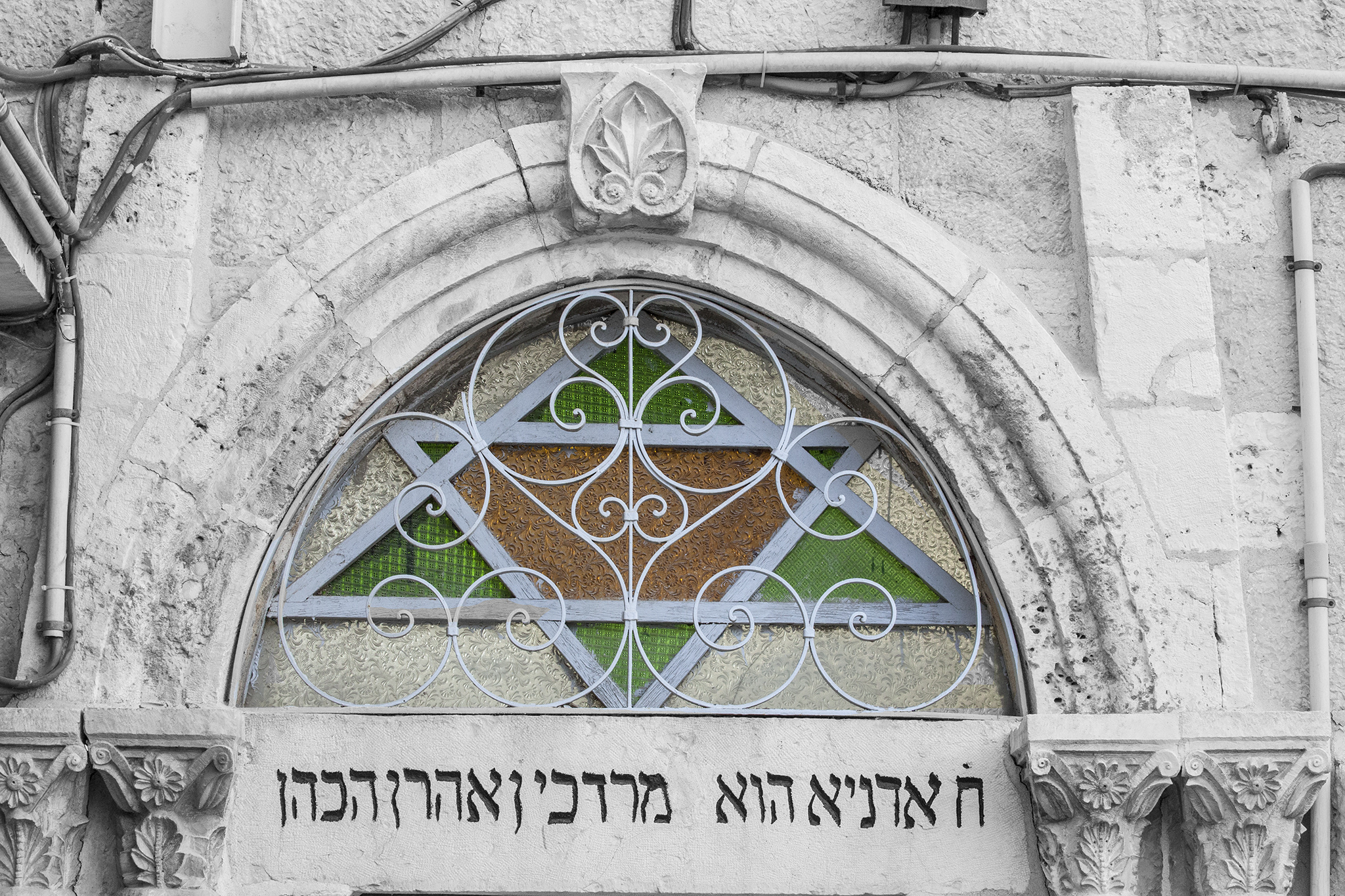
Synagogue Haji Adoniyah à Jérusalem, des Juifs marranes originaires de Mashhad (Iran) - Hajj signifie « qui a effectué le pèlerinage à La Mecque » car ces Juifs convertis de force à l'islam ont été obligés de faire ce pèlerinage pour rester en vie.

Par extension, se dit de tout converti au catholicisme par la force et, particulièrement, des renégats protestants des Cévennes et de Normandie. Convertis lors des dragonnades, ils pratiquaient le catholicisme le dimanche et conservaient leur foi spécifique en cachette comme en témoignent les caches spécifiques pour les bibles sous le foyer des cheminées des maisons cévenoles et les bibles de chignon d’un format si petit qui leur permettait, dit-on, d'être cachées dans le chignon des femmes.
La définition peut aussi s’étendre aux chrétiens qui exercent des fonctions laïques. On pourrait alors parler de « néo-marranisme » pour les partis démocrates-chrétiens (tels que le CDU en Allemagne ou le PPI en Italie), où les leaders ont retiré toute référence chrétienne explicite de leur discours en conservant leur conviction.

## Personnalités de la diaspora juive au Siècle d'or ibérique
- David Cohen Nassi
- Isaac Da Costa
- Benjamin da Costa d'Andrade
- Paulo Jacomo Pinto
- Pieter Henriques
- David de Castro Tartaas
- Marcel Suarès
- Pierre Me dès-France
- Baruch Spinoza
- Les Frères Pereire